# The Sea Bat
The Sea Bat é um filme de suspense produzido nos Estados Unidos e lançado em 1930.